# Allerbüttel
Allerbüttel is een plaats in de Duitse gemeente Calberlah, deelstaat Nedersaksen, en telt 764 inwoners (2008).

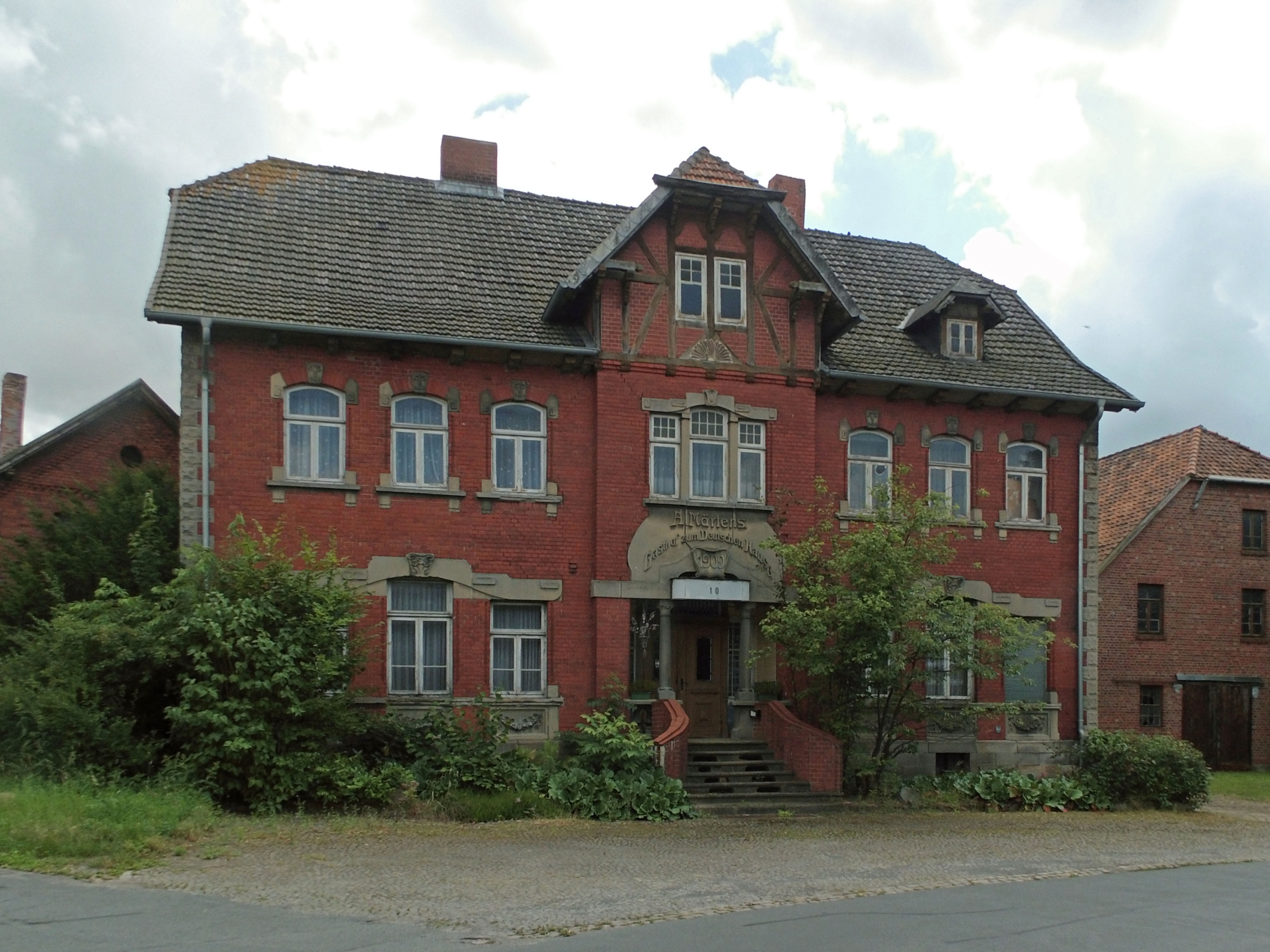
Voormalig pension in Allerbüttel